# Suibne Menn
Suibne Menn mac Fiachnai Ard ri Érenn de 615 à 628 On l'identifie habituellement avec le « Suibne» du Baile Chuinn Chétchathaig.

## Origine
Suibne Menn mac Fiachnai, dont le surnom signifie « Bégue », est le fils de Fiachnae mac Feradaig. Il est issu d'une lignée du  Cenél nEógain nommé selon son grand-père Cenél Feradaig. la branche dominante de  la dynastie est le Cenél Meic Ercae, qui donnera sept rois de Tara, le titre de l'Ard ri Erenn d'Irlande aux VIe et VIIe siècles. Le père de Suibne ne fut jamais roi du Cenél nEógain mais il apparaît que son frère ainé Ernáine mac Fiachnai († 636) et son fils Crunnmáel mac Suibni sont roi d'Ailech.

## Roi d'Ailech
Suibne Menn devient roi du Cenél nEógain après la mort de Áed Uaridnach, roi de Tara en 612 . il est possible que son prédécesseur qui voyait en lui un fauteur de troubles potentiel d'une branche rivale de la famille, lui ait dans une certaine mesure laissé exercer l'autorité au sein Cenél nEógain afin de maintenir sa souveraineté sur son domaine propre pendant qu'il était lui-même obligé d'agir comme roi de Tara.  
La prise du pouvoir par Suibne Menn permet d'inverser cette tendance, de sorte que ses descendants deviennent la branche dominante de la dynastie jusqu'à la fin du VIIe siècle en lutte constante avec la lignée principale rivale du Cenél nEógain.

## Ard rí Érenn
En 615 trois ans plus tard, Suibne Menn devient lui aussi Ard ri Erenn ou roi de Tara en tuant son prédécesseur, Máel Coba mac Áedo du Cenél Conaill à la bataille de Sliab Truin . Si les annales de Tigernach sont véridiques en localisant cette bataille parmi les Luigni, elle a probablement lieu dans les territoires de la branche des midlands d'Irlande de ce peuple et donc au cœur de ce qui est le domaine des Uí Néill du Sud, loin du territoire propre de Suibne Menn dans le nord.
Le développement de sa puissance est d'une rapidité inhabituelle. la principale raison pour laquelle il réussit à se maintenir au pouvoir jusqu'en 628 semble liée à son alliance avec Uí Néill de Mide, eux-mêmes en guerre avec leurs parents les  Uí Néill de Brega à l'est. Cette alliance à de plus permis ses descendants de conserver quelques pouvoirs jusqu'à la fin du siècle. 
Les annales donnent à  Óengus mac Colmáin le titre de « Roi des Uí Néill » à sa mort en 621; il s'agit sans doute d'un titre accordé par Suibne à son principal allié parmi les Uí Néill du Sud et qui confirme que l'autorité d'Óengus sur les Uí Néill de Brega aussi bien que sur ceux de Mide. En 628, à la fin de son règne, Suibne Menn est encore victorieux quand il défait Domnall mac Áedo, le frère de Máel Coba, sa victime et prédécesseur comme roi de Tara. 
la même année cependant il est tué peut-être lors d'une attaque surprise par Congal Cáech, roi des Cruithni et de la province d'Ulaid. Après sa mort dans une situation politique confuse, Congal Cáech s'impose dans doute comme roi de Tara jusqu'à ce qu'il soit lui-même tué en 637 par son successeur, Domnall mac Áedo.

## Union et postérité
Suibne avait épousé Rónait fille de Dúngalach Uí Thuirtri mais il n’est pas clairement indiqué qu’elle et la mère de ses deux fils connus:
- Crunnmáel (fl.  656) roi d'Ailech
- Cenn Fáelad

Sa famille perdit toute importance à la fin du VIIe siècle après la mort de ses petits fils Flann mac Cenn Fáelad et Ánrothán mac Crunnmáel et celle de son neveu Máel Fuataig mac Ernáine († 662).

## Sources
- (en) Edel Bhreathnach, The kingship and landscape of Tara. Pages 195 & 196  et Le Cenél nÉogain, Table 5 pages 348 & 349. Editor Four Courts Press for The Discovery Programme Dublin (2005)  (ISBN 1851829547)
- (en) T. M. Charles-Edwards « Suibne Menn mac Fiachnai (d. 628) », Oxford Dictionary of National Biography, Oxford University Press, 2004.
- (en) T.W Moody, F.X. Martin, F.J. Byrne A New History of Ireland IX Maps, Genealogies, Lists. A companion to Irish History part II . Oxford University Press réédition 2011  (ISBN 9780199593064).
- (en) C.E.L.T Annales d'Ulster
- (en) Dictionary of Irish Biography article de Ailbhe Mac Shamhrain,  Suibne Menn